# Ronde van Frankrijk 1907
| Route van de Ronde van Frankrijk 1907 met start in Parijs. |                       |            |
| Eindklassement                                             |                       |            |
| Algemeen klassement                                        | Lucien Petit-Breton   | 47 punten  |
| Tweede                                                     | Gustave Garrigou      | 66 punten  |
| Derde                                                      | Émile Georget         | 74 punten  |
| Vierde                                                     | Georges Passerieu     | 85 punten  |
| Vijfde                                                     | François Beaugendre   | 123 punten |
| Zesde                                                      | Eberardo Pavesi       | 150 punten |
| Zevende                                                    | François Faber        | 156 punten |
| Achtste                                                    | Auguste Ringeval      | 184 punten |
| Negende                                                    | Aloïs Catteau         | 196 punten |
| Tiende                                                     | Ferdinand Payan       | 227 punten |
| Rode Lantaarn                                              | Albert Chartier (33e) | 568 punten |
| Ploegenklassement                                          | Peugeot               | -          |

De 5e editie van de Ronde van Frankrijk ging van start op 8 juli 1907 in Parijs, alwaar de ronde op 4 augustus ook eindigde. Er stonden in totaal 93 renners aan de start, waarvan er 33 de ronde uitreden. Het parcours had een lengte van 4.488 km, verdeeld over veertien etappes.
De Ronde van Frankrijk was in enkele jaren uitgegroeid tot een evenement van formaat. Voor de eerste lustrumronde meldden zich 93 renners. Alle Franse dagbladen volgden de wedstrijd op de voet en daarmee had de onverzettelijke Henri Desgrange een grote slag gewonnen. Desgrange had bovendien begrepen, dat bergetappes een garantie waren voor spektakel en hij schotelde de renners daarom nog meer cols voor. De Ronde van 1907 zou de geschiedenis ingaan als een van de meest dramatische in de gehele Tourgeschiedenis.

## Koersverloop
Bij het vertrek in Parijs lag het er al duimendik op, dat deze Tour een tweestrijd zou worden tussen de ploegen van Alcyon en Peugeot. Alcyon startte met drie kopmannen, namelijk Louis Trousselier, Marcel Cadolle en Léon Georget. Peugeot rekende vooral op Émile Georget. De eerste rit werd gewonnen door Louis Trousselier, die graag zijn overwinning van 1905 wilde herhalen. Émile Georget diende zich de volgende dag al aan als een serieuze concurrent. In de eindsprint in Metz vochten Georget en Trousselier verbeten om de dagprijs. Georget leek het te halen, maar de jury besliste, dat beide renners gelijk eindigden. Zo werd de kerk in het midden gehouden. In de volgende ritten was Émile Georget echter onweerstaanbaar en hij veroverde de eerste plaats in het klassement. In de Alpenritten was Georget meedogenloos en hij loste al zijn tegenstanders. Vaster dan ooit had de Peugeot-renner Georget de leiding in handen.
In de zevende etappe van Nice naar Nîmes speelde zich het eerste drama af. In de eindsprint moest Cadolle even inhouden om een betere positie in te kunnen nemen. In zijn haast om het verloren terrein terug te winnen, reed hij in volle vaart tegen een kar, die aan de kant van de weg stond. Hij maakte een afgrijselijke val. Het handvat van zijn stuur stak dwars door zijn knie. De kniebanden waren zo erg geraakt, dat hij al op 21-jarige leeftijd moest stoppen met de wielersport. De sterke Cadolle, die op het moment van zijn val tweede stond in het klassement, hield aan dit ongeluk een stijf been over.
In de negende rit werd de leider Émile Georget door pech gestuit. In de etappe van Toulouse naar Bayonne brak zijn frame en volgens de reglementen moest hij de schade eigenhandig te herstellen. Georget wist dat het zelf herstellen hem minstens een achterstand van 5 uur zou opleveren en verwisselde, in strijd met de reglementen, van fiets. Alcyon protesteerde natuurlijk hevig en eiste de uitsluiting van Émile Georget. De wedstrijdleiding voelde er weinig voor om een man als Georget uit de koers te nemen en verwees hem naar de laatste plaats van de rit. Het ontnam hem alle kans om de Ronde te winnen, maar zo bleef hij wel in de wedstrijd. De Alcyon's waren het met deze beslissing in het geheel niet eens en staakten gezamenlijk uit protest de strijd. Door deze onbezonnen daad van de Alcyon-ploeg verloor de Tour voor een groot deel alle aantrekkingskracht. Lucien Petit-Breton nam de leiding in het klassement en werd verder niet meer bedreigd. Émile Georget zou in deze Tour nog een etappe op zijn naam brengen en behaalde nog een hele reeks ereplaatsen. In het eindklassement moest de morele winnaar echter genoegen nemen met de derde plaats.
- Aantal ritten: 14
- Totale afstand: 4488 km
- Gemiddelde snelheid: 28,47 km/u
- Aantal deelnemers: 93
- Aantal uitvallers: 60

## Belgische en Nederlandse prestaties
In totaal namen er 3 Belgen en 0 Nederlanders deel aan de Tour van 1907.

### Belgische etappezeges
- In 1907 waren er geen Belgische etappezeges.

### Nederlandse etappezeges
- In 1907 waren er geen Nederlandse etappezeges.

## Etappeoverzicht
| Etappe | Start    | Aankomst | Afstand | Winnaar             | Leider klassement   |
| ------ | -------- | -------- | ------- | ------------------- | ------------------- |
| 1      | Parijs   | Roubaix  | 272 km  | Louis Trousselier   | Louis Trousselier   |
| 2      | Roubaix  | Metz     | 398 km  | Émile Georget       | Louis Trousselier   |
| 3      | Metz     | Belfort  | 259 km  | Émile Georget       | Émile Georget       |
| 4      | Belfort  | Lyon     | 309 km  | Marcel Cadolle      | Émile Georget       |
| 5      | Lyon     | Grenoble | 311 km  | Émile Georget       | Émile Georget       |
| 6      | Grenoble | Nice     | 345 km  | Georges Passerieu   | Émile Georget       |
| 7      | Nice     | Nîmes    | 345 km  | Émile Georget       | Émile Georget       |
| 8      | Nîmes    | Toulouse | 303 km  | Émile Georget       | Émile Georget       |
| 9      | Toulouse | Bayonne  | 299 km  | Lucien Petit-Breton | Émile Georget       |
| 10     | Bayonne  | Bordeaux | 269 km  | Gustave Garrigou    | Émile Georget       |
| 11     | Bordeaux | Nantes   | 391 km  | Lucien Petit-Breton | Lucien Petit-Breton |
| 12     | Nantes   | Brest    | 321 km  | Gustave Garrigou    | Lucien Petit-Breton |
| 13     | Brest    | Caen     | 415 km  | Émile Georget       | Lucien Petit-Breton |
| 14     | Caen     | Parijs   | 251 km  | Georges Passerieu   | Lucien Petit-Breton |

 winnaars gele trui · 
 puntenklassement · 
 bergklassement · 
 jongerenklassement · 
 tussensprintklassement · 
 combinatieklassement · 
 ploegenklassement · 
 strijdlust · 
rode lantaarn
records · meeste deelnames · ranglijst etappewinnaars · bekende beklimmingen · valpartijen · dopinggevallen · Grand Départ · Souvenir Henri Desgrange
1903 · 
1904 · 
1905 · 
1906 · 
1907 · 
1908 · 
1909 · 
1910 · 
1911 · 
1912 · 
1913 · 
1914 ·
1915 ·
1916 ·
1917 ·
1918 · 
1919 · 
1920 · 
1921 · 
1922 · 
1923 · 
1924 · 
1925 · 
1926 · 
1927 · 
1928 · 
1929 · 
1930 · 
1931 · 
1932 · 
1933 · 
1934 · 
1935 · 
1936 · 
1937 · 
1938 · 
1939 · 
1940 ·
1941 ·
1942 ·
1943 ·
1944 ·
1945 ·
1946 ·
1947 · 
1948 · 
1949 · 
1950 · 
1951 · 
1952 · 
1953 · 
1954 · 
1955 · 
1956 · 
1957 · 
1958 · 
1959 · 
1960 · 
1961 · 
1962 · 
1963 · 
1964 · 
1965 · 
1966 · 
1967 · 
1968 · 
1969 · 
1970 · 
1971 · 
1972 · 
1973 · 
1974 · 
1975 · 
1976 · 
1977 · 
1978 · 
1979 · 
1980 · 
1981 · 
1982 · 
1983 · 
1984 · 
1985 · 
1986 · 
1987 · 
1988 · 
1989 · 
1990 · 
1991 · 
1992 · 
1993 · 
1994 · 
1995 · 
1996 · 
1997 · 
1998 · 
1999 · 
2000 · 
2001 · 
2002 · 
2003 · 
2004 · 
2005 · 
2006 · 
2007 · 
2008 · 
2009 · 
2010 · 
2011 · 
2012 · 
2013 · 
2014 · 
2015 · 
2016 · 
2017 · 
2018 · 
2019 ·
2020 · 
2021 · 
2022 · 
2023 · 
2024 · 
2025